# Comitatul Zeelanda
Comitatul Zeelanda (neerlandeză Graafschap Zeeland) a fost un comitat medieval situat pe teritoriul actual al Olandei. Comitatul era una dintre cele șaptesprezece provincii ale Țărilor de Jos. Actualmente, împreună cu Flandra Zeelandică formează povincia olandeză Zeelanda.

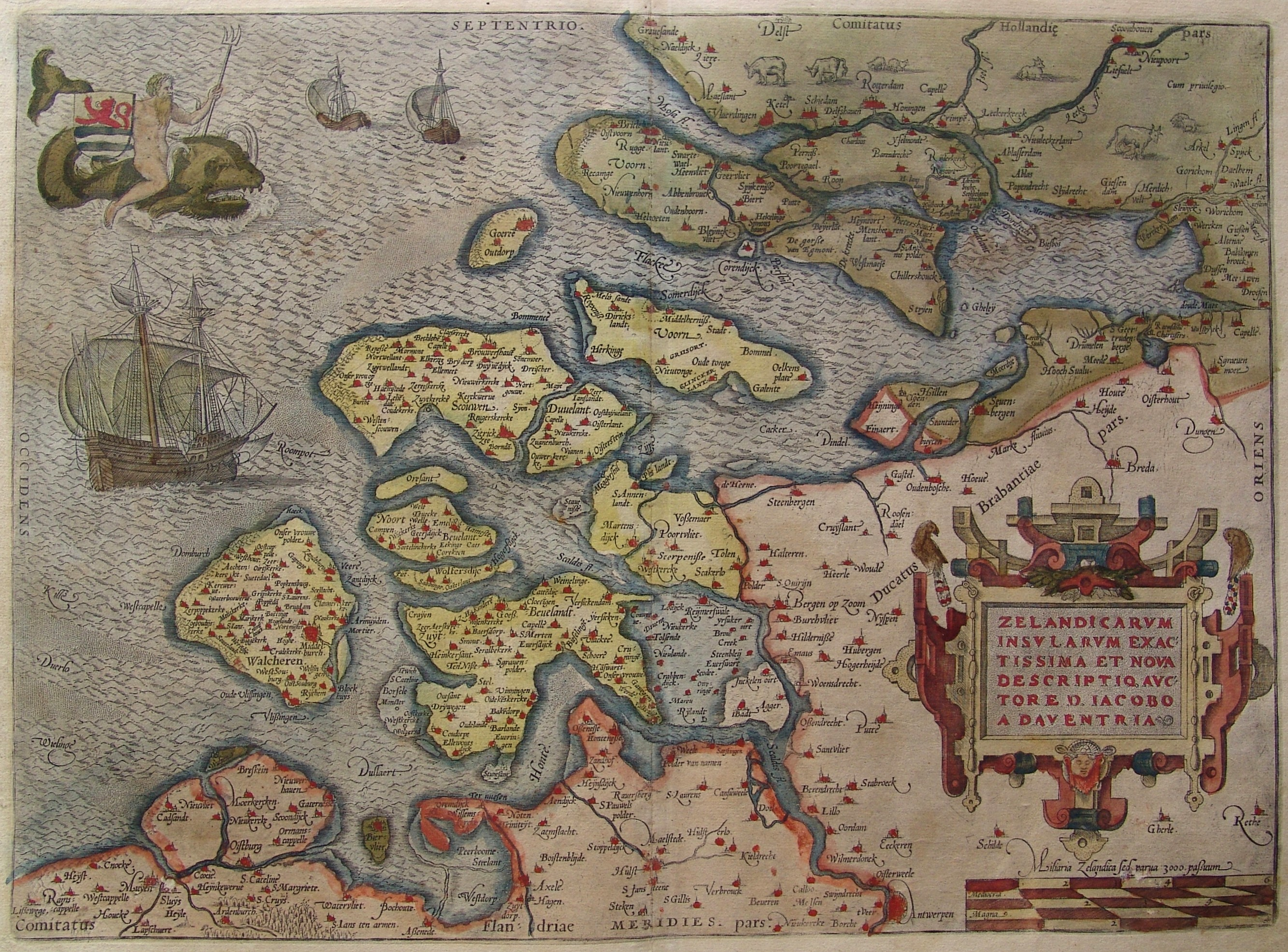
Comitatul Zeelanda în 1580.

Teritoriul a fost mult timp disputat de vecinii săi mai puternici, conții de Flandra, Olanda și Hainaut. Disputa ia sfârșit în 1323 când, cu ocazia Tratatului de la Paris, contele de Flandra renunță la revendicările asupra Zeelandei în favoarea contelui de Olanda-Hainaut. Din acest moment Zeelanda devine un stat independent dar în uniune personală cu Comitatul Olanda. Împreună cu acesta intră succesiv în posesia ducilor de Burgundia iar apoi în 1477 în posesia casei de Habsburg.
În urma războiului de optzeci de ani, Zeelanda devine una dintre cele 7 provincii ale Republicii Olandeze. Pe toată această perioadă, atât înainte cât și după independența olandeză, Zeelanda a avut o serie de instituții separate, împreună cu Comitatul Olanda și Frizia de Vest. Astfel acestea nu se aflau direct sub jurisdicția Consiliului de la Mechelen ci aveau propriul lor consiliu, Hoge Raad van Holland, Zeeland en West-Friesland. Comitatul Zeelanda, a existat ca stat federal independent (din punct de vedere teoretic) până la prăbușirea Republicii Olandeze și fondarea Republicii Batave, sub impulsul Revoluției Franceze. În cadrul acestei noi republici, orânduirea feudală este abolită, iar Zeelanda devine un departament.

## Orașele Comitatului Zeelanda
- Orașe ce aveau un loc în Consiliul Zeelandei, în ordinea importanței
  - Middelburg (1217)
  - Zierikzee (1248)
  - Reimerswaal (1374) - a participat până la dispariția orașului în 1574
  - Goes (1405)
  - Tholen (1366)
  - Vlissingen (1315) - începând din 1574
  - Veere (1355) - începând din 1574

- Smalsteden (orașe mici), fără reprezentare în consiliu
  - Arnemuiden (1574)
  - Brouwershaven (1477)
  - Domburg (1223)
  - Kortgene (1431)
  - Sint Maartensdijk (1491)
  - Westkapelle (1223)